# Charles Bretoneiche
Charles Alfred Bretoneiche est un monteur et réalisateur français, né le 5 mars 1913 à Paris (18e) et mort le 4 juillet 2003 à Pertuis (Vaucluse).

## Filmographie

### Monteur
- 1943 : Adieu Léonard (autre titre : La Bourse ou la vie)
- 1943 : Je suis avec toi
- 1946 : Fille du diable (autre titre : La Vie d'un autre)
- 1947 : Le Café du Cadran
- 1947 : Quai des Orfèvres
- 1948 : La Grande Volière de Georges Péclet
- 1949 : Les Noces de sable d'André Zwobada
- 1951 : La Plus Belle Fille du monde
- 1952 : Torticola contre Frankensberg
- 1952 : Le Costaud des Batignolles
- 1952 : Il est minuit, Docteur Schweitzer
- 1953 : Les Vacances de monsieur Hulot
- 1954 : J'y suis, j'y reste
- 1954 : Ma petite folie
- 1954 : Leguignon guérisseur
- 1956 : Pardonnez nos offenses
- 1959 : Croquemitoufle (autre titre : Les Femmes des autres)
- 1959 : La Belle et le Tzigane
- 1960 : Les Lionceaux
- 1961 : Les Bras de la nuit
- 1963 : L'Honorable Stanislas, agent secret
- 1964 : Les Parias de la gloire
- 1968 : Goto, l'île d'amour
- 1970 : Les Coups pour rien
- 1971 : Blanche

### Réalisateur
- 1967 : Les Aventures de Michel Vaillant (série télévisée)[2]
- 1975 : Des cerises à peine rouges (FR3 Nord Picardie)

### Scénariste et compositeur
- 1950 : Sans tambour ni trompette